# Prințul Constantin de Liechtenstein
Prințul Constantin de Liechtenstein (Constantin Ferdinand Maria; n. 15 martie 1972, St. Gallen, Cantonul St. Gallen, Elveția – d. 5 decembrie 2023, Altlengbach⁠(d), Austria Inferioară, Austria), cunoscut profesional ca Constantin Liechtenstein,  a fost membru al Casei Princiare a Liechtensteinului și om de afaceri. A fost al treilea fiu al prințului Hans-Adam al II-lea și al soției sale, contesa Marie Kinsky de Wchinitz și Tettau.  A fost directorul executiv al Grupului LGT din 2020 până în 2023. 

## Educație și carieră
Constantin a urmat școala primară din Vaduz-Ebenholz și a intrat la Liechtensteinisches Gymnasium în 1983, pe care a absolvit-o în 1991. S-a înscris la Universitatea Paris Lodron din Salzburg în 1992 și a absolvit-o în 1997 cu un master în drept.  Apoi a lucrat pentru Raiffeisen Private Equity Management și banca americană de investiții Brown Brothers Harriman.  Prințul Constantin a devenit apoi partenerul director al Grünwald Equity Beteiligungs-GmbH până în 2011.  Din 2012, a devenit director general și președinte al consiliului de administrație al Fundației Prințul de Liechtenstein și a fost responsabil pentru domeniile de activitate agricultură și silvicultură, energie regenerabilă și afaceri imobiliare ale familiei.  A lucrat pentru Grupul Liechtenstein din 2020 până la moartea sa.  În plus, a avut și alte funcții precum președinte al consiliului de administrație al Rice Tec AG, membru al consiliului consultativ al LGT Austria și membru al Comitetului de investiții L-GAM. 
În plus, Prințul Constantin a fost numit membru al Consiliului Austriac pentru Dezvoltare Durabilă de la Viena, ale cărui obiective principale sunt implementarea Obiectivelor de Dezvoltare Durabilă în Agenda ONU 2030 pentru Dezvoltare Durabilă, concretizarea și vizualizarea durabilității, precum și sprijinul și acelerarea activităților corespunzătoare în afaceri, societate, politică, știință, mass-media și public.

## Alte activități
Prințul Constantin și familia sa au participat la Ziua Națională a Liechtensteinului.  Prințul Constantin a fost patronul Fundației Football Is More și a participat la conferințele anuale Football Is More.   În mai 2014, Prințul Constantin a vizitat Jocurile Tineretului Pădurilor din Austria Inferioară, care au avut loc în Parcul Natural Sparbach, cel mai vechi parc natural din Austria, deținut de familia princiară din Liechtenstein. Acolo, s-a întâlnit cu elevi de clasa a șasea și a lăudat jocurile că „văd natura ca o vedere de ansamblu”.  În martie 2015, a găzduit delegația deputaților din Liechtenstein la Castelul Wilfersdorf din Wilfersdorf.  În august 2015, el și soția sa au participat la un concert caritabil găzduit de cumnata sa Prințesa ereditară Sophie la Palatul orașului Liechtenstein.  Banii strânși au fost folosiți pentru un proiect comun al Crucii Roșii din Austria și Liechtenstein pentru a ajuta oamenii din estul Ucrainei.  În aprilie 2017, el și familia sa împreună cu alți membri ai familiei princiare din Liechtenstein au vizitat Vaticanul pentru a-l întâlni pe Papa Francisc.  În septembrie 2017, el și sora sa prințesa Tatjana au participat la recepția anuală din Liechtenstein din Viena. 
Prințul Constantin a inițiat și găzduit Rapsodia de vară la Palatul Grădinii Liechtenstein din Viena, Austria, pe 31 iulie 2020.   În martie 2022, prințul Constantin împreună cu tatăl său și fraaaaaaații săi, prințul ereditar Alois și prințesa Tatjana au participat la vernisajul expoziției „True Prince — Joseph Wenzel and His Art” la Palatul Liechtenstein.  La 28 aprilie 2022, Prințul Constantin a vizitat Hrušky, Republica Cehă, împreună cu alți angajați ai Fundației Prințul Liechtenstein și a donat 5 milioane de coroane satului pentru a reface grădina și locul de joacă al grădiniței după ce au fost distruse de o tornadă. 

## Viața personală și moartea
Prințul Constantin s-a căsătorit cu Contesa Marie Gabriele Franziska Kálnoky de Kőröspatak într-o cereeeeeemonie civilă la 14 mai 1999 la Vaduz, Liechtenstein și într-o ceremonie religioasă la 18 iulie 1999 la Číčov, Slovacia. Cuplul a avut trei copii: 
- Prințul Moritz Emanuel Maria de Liechtenstein, Contele de Rietberg (născut la 27 mai 2003 în New York City, New York, SUA)
- Prințesa Georgina „Gina” Maximiliana Tatiana Maria de Liechtenstein, Contesa de Rietberg [24] (născută la 23 iulie 2005 la Viena, Austria)
- Prințul Benedikt Ferdinand Hubertus Maria de Liechtenstein, Contele de Rietberg (născut la 18 mai 2008 la Viena, Austria).

Prințesa Marie s-a născut la 16 iulie 1975 la Graz, Austria, ca a șasea fiică a contelui Alois Kálnoky de Kőröspatak și a baronesei Sieglinde von Oer.  Marie a lucrat pentru Austrian Broadcasting Corporation și Bismarck Media Communications din New York City ca specialist în marketing  înainte de a lucra pentru The Prince of Liechtenstein's Winery Cellars ca somelière.  
Constantin a murit pe neașteptate la 5 decembrie 2023, la vârsta de 51 de ani.  

## Titluri, stiluri și stemă personală
Constantin a fost numit Alteța Sa Serenă Prințul Constantin de Liechtenstein, Contele de Rietberg. A folosit stema casei domnești. 